# Lothar Hempel
Lothar Hempel (* 1966 in Köln) ist ein deutscher Künstler, der in Berlin lebt und arbeitet. Lothar Hempel arbeitet in den Medien Skulptur, Zeichnung, Video, Performance, Malerei und Installation. 

## Leben
Lothar Hempel graduierte 1992 an der Kunstakademie Düsseldorf. Neben seiner Tätigkeit als bildender Künstler macht er auch Musik.

## Werk
Lothar Hempel arbeitet in seinen Fotografien und Skulpturen mit gesammelten vorgefundenen Bildern, welche Tänzer, Performer sowie Porträts gesellschaftlicher Randgruppen zeigen. Fotografien von Pina Bauschs Performances erscheinen häufig, ebenso von Prostituierten und Kultfiguren des Films und der Bühne der 1990er. Indem Hempel deren gestischen Ausdruck und Charakter selektiert, bietet er auch eine Loslösung von ihren gesellschaftlichen, persönlichen, historischen etc. Kontexten an, befreit sie sozusagen von ihrer Geschichte und gibt ihnen neue Möglichkeiten der Entfaltung. Diese neugeschaffenen Charaktere sind, obwohl sie etwas fremdartig wirken, doch wiederzukennen und wecken somit bei dem Betrachter bestimmte Assoziationen.
Die Arbeiten des Künstlers setzen sich mit anderen medialen Systemen ins Verhältnis, vor allem Theater, Tanz und Film spielen eine wichtige Rolle. Die fotografischen Kollagen und Skulpturen des Künstlers beziehen sich auf Traumsituationen, seine Welt der Figuren, Formen und Farben fügt Hempel in einer bestimmten Attitüde zusammen und öffnet sein Werk einer bühnenhaften Präsentation. Dabei zielen die narrativen Assoziationen und Widersprüche der Arbeiten auf einen Zustand zwischen Bewusstsein und Traum. Deshalb sieht Lothar Hempel seine skulpturalen Konstellationen auch als Erzählmaschinen, in welche der Betrachter hineingezogen wird, um sie mit seiner eigenen Imagination zu erfüllen. 
Hempels Ausstellungen präsentieren uns ein offenes Szenario, das dem Betrachter verschiedene Bedeutungs- und Interpretationsmöglichkeiten bietet.

## Ausstellungen
2007 wurden Lothar Hempels Arbeiten in der großen Retrospektive "Alphabet City" im Le Magasin, Grenoble gezeigt. Einzelausstellungen in Museen umfassen "Casanova", Douglas Hyde Gallery, Dublin; "Concentrations 42", Dallas Museum of Art, Dallas; und "Propaganda", ICA, London. Lothar Hempels Arbeiten waren in den folgenden Gruppenausstellungen inkludiert: "Heaven", Athens Biennale, "Le Sang D’un Poete", Frac des Pays de la Loire, Nantes; Beaufort 03, Triennial for Contemporary Art, Blankenberge; 7th Gwangju Biennial; "Pale Carnage", Arnolfini, Bristol and Dundee Contemporary Arts, Dundee; "Imagination becomes Reality. Werke aus der Sammlung Goetz", ZKM, Karlsruhe. 
Lothar Hempels Arbeiten sind seit nahezu zwei Jahrzehnten auf internationalen Ausstellungsprojekten vertreten, darunter: der Biennale von Venedig; Tate Liverpool, Stedelijk Museum, Amsterdam; P.S.1, New York; Museum of Contemporary Art, Chicago; Portikus, Frankfurt am Main; Secession, Wien; Centre Georges Pompidou, Paris.

## Werke in öffentlichen Sammlungen
- Honart Museum / Ebrahim Melamed Collection, Teheran
- Sammlung Goetz, München
- Astrup Fearnley Museum of Modern Art, Oslo
- Saachi Collection, London
- Skulpturenpark, Tilburg
- Museum of Modern Art, New York
- FRAC Champagne, Reims